# Alexander Siebenhärl
Alexander Siebenhärl (* 18. Dezember 1919 in München; † 12. Juni 2008 ebenda) war römisch-katholischer Priester, Geistlicher Rat und langjähriger Pfarrer der Pfarrei St. Magdalena Ottobrunn sowie Dekan des Dekanates Ottobrunn. Er war Träger des Bundesverdienstkreuzes, Ehrenbürger der Gemeinde Hohenbrunn und Namensgeber des Pfarrer-Siebenhärl-Wegs zwischen Ottobrunn und Hohenbrunn.

## Leben und seelsorgliches Wirken
Siebenhärl war das zweite Kind seiner Eltern nach seiner Schwester Georgina. Er trat nach seinem Abitur 1939 am Wilhelmsgymnasium München in das Erzbischöfliche Klerikalseminar Freising ein. Wegen des Kriegsausbruches war der Seminar- und Vorlesungsbetrieb nach Eichstätt verlegt worden. Da Siebenhärl wegen einer Sehbehinderung nicht kriegsdiensttauglich war, verblieb er als einziger Freisinger Kandidat in Eichstätt. Am 2. Juli 1944 empfing er als einziger zu weihender Priester durch Kardinal Faulhaber in Freising das Sakrament der Priesterweihe. Während des letzten Kriegsjahres war Siebenhärl zunächst (1944) als Kooperator-Verweser in Fridolfing und anschließend (1945) als Aushilfspriester in Weildorf tätig, bevor er 1946 seine Kaplansstelle in München-Maria Heimsuchung antrat. Im Jahre 1952 kam er nach Ottobrunn, wo er zunächst in St. Otto als Aushilfspriester wirkte. Ab 1959 war Siebenhärl mit dem Aufbau der Pfarrei St. Magdalena betraut: zunächst als Kurat (1959) und Pfarrkurat (1960), ab 1963 als Pfarrer bis zu seiner Versetzung in den dauernden Ruhestand 1995. Von 1971 bis 1976 war Siebenhärl außerdem Dekan des Dekanates Ottobrunn. Seit 1. September 1981 wirkte er zusätzlich als Pfarradministrator von St. Stephanus Hohenbrunn.

Alexander Siebenhärl lenkte neben seinem seelsorglichen Wirken sein Augenmerk auch auf die sozialen Dienste der Kirche: So eröffnete er 1962 die Pfarrbücherei und 1965 den Kindergarten. Im Jahre 1972 war Siebenhärl Mitbegründer und bis zu seinem Ruhestand 2. Vorsitzender des Sozialwerks im Landkreis München-Südost. Durch sein langjähriges Engagement und seine persönliche Art prägte Siebenhärl über Jahrzehnte seine Pfarrei. Noch heute heißt es auf einer Gedenkseite des Pfarrverbands über ihn:
„Er verrichtete getreu, zuverlässig, äußerst korrekt seinen Dienst. […] In und außerhalb der Kirche vertrat er hörbar und nachdrücklich, was er für seine und der Kirche Pflicht hielt und was seine Überzeugung ihm gebot. Zu wem er stand, zu dem stand er, und sein Ja war und blieb ein Ja. Er war er selbst, überzeugt und geradlinig.“
Nach seiner Versetzung in den Ruhestand blieb Alexander Siebenhärl in der Gemeinde wohnen und half in der Seelsorge weiter aus. Er starb am 12. Juni 2008 im Krankenhaus Altperlach nach einer Operation, aus der er nicht mehr zu Bewusstsein kam. Er ruht im Grab seiner Eltern auf dem Münchner Ostfriedhof.

### Kontroverse um Hochhuths „Der Stellvertreter“
Überregionale Bekanntheit erlangte Siebenhärl, als er sich 1987 vehement gegen eine Inszenierung von Rolf Hochhuths „Der Stellvertreter“ im Ottobrunner Wolf-Ferrari-Haus aussprach und zunächst eine Absetzung des Stücks erreichte. Der verantwortliche Kulturreferent wurde zudem entlassen. Dies löste eine heftige politische Kontroverse aus. Als schließlich das Stück tatsächlich aufgeführt wurde, geschah dies unter Polizeischutz. Hochhuth selber nahm an der Vorführung teil.

## Ehrungen und Auszeichnungen
- 1982 Titel „Geistlicher Rat“
- 1985 Bundesverdienstkreuz am Bande
- 1994 Ehrenbürger von Hohenbrunn
- 2008 (posthum) Pfarrer-Siebenhärl-Weg zw. Ottobrunn und Hohenbrunn